# 대장로 (부천시)
대장로(Daejang-ro)는 경기도 부천시 오정구 고강동에서 대장동까지 이르는 부천시도로, 총 연장은 2.044 km이다. 도로의 명칭이 유래된 것은 지역 명칭을 인용한 것에서 부여되었다. 중간에는 서울특별시 강서구를 잠시 통과한다.

## 역사
- 2009년 7월 10일 : 도로명으로 대장로를 고시

## 주요 경유지
- 부천시
  - 오정구
    - 고강동
- 강서구
  - 오쇠동
- 부천시
  - 오정구
    - 대장동

## 접촉하는 도로
- 오정로 (국도 제6호선, 국도 제77호선)

## 주요 건물 및 시설
- 오정농업협동조합 창고 (오정구 대장로 61/대장동 289-4)
- 대장교회 (오정구 대장로 129/대장동 265-8)
- 대장동복지회관 (오정구 대장로 176/대장동 138-5)